# Kroatië op de Olympische Winterspelen 2006
Tijdens de Olympische Winterspelen van 2006 die in Turijn werden gehouden nam Kroatië voor de vijfde keer deel aan de Winterspelen.
Er werden drie medailles veroverd in het alpineskiën door broer en zus Ivica en Janica Kostelić. Janica had op de Winterspelen van 2002 drie gouden en een zilveren medaille gewonnen en bracht haar totaal aantal Olympische medailles op zes (4-2-0) en mag zich daarmee de succesvolste alpineskiester noemen. Er deden 24 sporters uit Kroatië deel deze editie waarvan er 22 in actie kwamen in zes takken van sport.

## Medailles
| Sport       | Naam            | Discipline          | Medaille |
| ----------- | --------------- | ------------------- | -------- |
| Alpineskiën | Janica Kostelić | Combinatie, vrouwen | Goud     |
| Alpineskiën | Janica Kostelić | Super-G, vrouwen    | Zilver   |
| Alpineskiën | Ivica Kostelić  | Combinatie, mannen  | Zilver   |

## Deelnemers
| Sport               | Naam                                                         | Discipline                                       | Klassering      | Resultaten |
| ------------------- | ------------------------------------------------------------ | ------------------------------------------------ | --------------- | --- |
| Alpineskiën mannen  | Ivica Kostelić                                               | Combinatie Slalom Super-G                        | 2e 6e 31e       | Afdaling 1.40,44, Slalom 1e run 44,61, 2e run 44,83 1e run 54,43, 2e run 50,02 1.33,53                                  |
| Alpineskiën mannen  | Danko Marinelli                                              | Slalom                                           | -               | dnf |
| Alpineskiën mannen  | Ivan Olivari                                                 | Super-G                                          | 49              | 1.37,43 |
| Alpineskiën mannen  | Ivan Ratkic                                                  | Combinatie Reuzenslalom Super-G                  | - - 36e         | Afdaling 1.44,71, slalom 1e run 48,48, 2e run dnf 1e run dnf 1.34,77                                                    |
| Alpineskiën mannen  | Dalibor Samsal                                               | Slalom                                           | -               | 1e run dnf |
| Alpineskiën mannen  | Tin Siroki                                                   | Combinatie                                       | 26e             | Afdaling 1.44,75, slalom 1e run 47,40, 2e run 48,01                                                                     |
| Alpineskiën mannen  | Natko Zrncic-Dim                                             | Combinatie Reuzenslalom Slalom Super-G           | 33e 25e 33e 35e | Afdaling 1.41,23, slalom 1e run 56,55, 2e run 46,37 1e run 1.22,57, 2e run 1.23,02 1e run 57,69, 2e run 1.01,34 1.34,49 |
| Alpineskiën vrouwen | Matea Ferk                                                   | Reuzenslaom Slalom                               | - -             | dnf dnf |
| Alpineskiën vrouwen | Nika Fleiss                                                  | Combinatie Reuzenslalom Slalom                   | - 19e 23e       | Slalom 1e run 40,29, 2e run 45,00, Afdaling dnf 1e run 1.03,27, 2e run 1e run 1.10,16 44,31, 2e run 48,30               |
| Alpineskiën vrouwen | Ana Jelušić                                                  | Reuzenslaom Slalom                               | - 15e           | dnf 43,42, 2e run 48,36                                                                                                 |
| Alpineskiën vrouwen | Janica Kostelić                                              | Combinatie Reuzenslaom Slalom Super-G            | 1e - 4e 2e      | Slalom 1e run 38,65, 2e run 43,03, Afdaling 1.29,40 1e run dnf 1e run 43,07, 2e run 46,87 1.32,74                       |
| Alpineskiën vrouwen | Yvonne Schnock                                               | -                                                | -               | niet aan de wedstrijden deelgenomen                                                                                     |
| Biatlon vrouwen     | Petra Starcevic                                              | 7,5 km achtervolging 15 km achtervolging         | 59e 79e         | + 5.40,5 (2) + 17.25,5 (8)                                                                                              |
| Bobsleeën           | Ivan Sola / Slaven Krajacic Alek Osmanovic / Jurica Grabusic | 4-mansbob                                        | -               | 56,67 / 56,57 / 57,51                                                                                                   |
| Bobsleeën           | Dejan Vojnović                                               | -                                                | -               | niet aan de wedstrijd deelgenomen                                                                                       |
| Kunstschaatsen      | Idora Hegel                                                  | Vrouwen                                          | 19e             | 127.07, korte kür 47.06, lange kür 80.01                                                                                |
| Langlaufen mannen   | Alen Abramovic                                               | 1,5 km sprint 15 km klassiek                     | - 82e           | kw. 2.34,61 46.52,1 |
| Langlaufen mannen   | Damir Jurcevic                                               | 1,5 km sprint 15 km klassiek                     | - 71e           | kw. 2.28,21 44.20,8 |
| Langlaufen mannen   | Denis Klobucar                                               | 1,5 km sprint 15 km klassiek 30 km achtervolging | - 67e 65e       | kw. 2.33,10 43.55,4 1:27.16,4                                                                                           |
| Langlaufen vrouwen  | Maja Kezele                                                  | 1,5 km sprint 10 km klassiek 15 km achtervolging | - 66e 64e       | kw. 2.27,16 51.36,3 35.04,2                                                                                             |
| Skeleton            | Nikola Nimac                                                 | Mannen                                           | 26e             | 1.01,86 / 1.02,44 |

Albanië · Algerije · Amerikaanse Maagdeneilanden · Andorra · Argentinië · Armenië · Australië · Azerbeidzjan · België · Bermuda · Bosnië en Herzegovina · Brazilië · Bulgarije · Canada · Chili · China · Chinees Taipei · Costa Rica · Cyprus · Denemarken · Duitsland · Estland · Ethiopië · Finland · Frankrijk · Georgië · Griekenland · Groot-Brittannië · Hongarije · Hongkong · Ierland · IJsland · India · Iran · Israël · Italië · Japan · Kazachstan · Kenia · Kirgizië · Kroatië · Letland · Libanon · Liechtenstein · Litouwen · Luxemburg · Macedonië · Madagaskar · Moldavië · Monaco · Mongolië · Nederland · Nepal · Nieuw-Zeeland · Noord-Korea · Noorwegen · Oekraïne · Oezbekistan · Oostenrijk · Polen · Portugal · Roemenië · Rusland · San Marino · Senegal · Servië en Montenegro · Slovenië · Slowakije · Spanje · Tadzjikistan · Thailand · Tsjechië · Turkije · Venezuela · Verenigde Staten · Wit-Rusland · Zuid-Afrika · Zuid-Korea · Zweden · Zwitserland